# Портрет Філіпа Малявіна
Портре́т Філі́па Маля́віна— портрет колеги-художника роботи Леона Бакста ( 1866-1924 ).

## Повага до малюнку
Творче об'єднання «Світ мистецтва», його художників взагалі відрізняли повага до малюнку, намагання відродити графічні техніки, підняти мистецьку якість графічних творів. В творчому доробку Олександра Бенуа чи Леона Бакста графічні твори посіли значне, іноді головне місце в якийсь період мистецької активності.
Серед графічних технік звернули вони увагу і на літографію, що найбільш якісно відтворювала особливості малюнку на папері. Цьому також сприяло спілкування з іншими митцями тогочасного Петербурга, серед яких були - 
- Мате Василь Васильович (1856-1917 )
- Остроумова-Лебедєва Анна Петрівна ( 1871-1955 )
- Сєров Валентин Олександрович( 1865—1911 ).

Найбільшу зацікавленість до літографії виявили Сєров та Леон Бакст.Художники спілкувались або в квартирі Василя Мате, або в редакції журналу «Світ мистецтва», де Сєров та Бакст і зробили серію малюнків, переведених у літографію. Техніка літографії, віддана на поталу газетним найманцям та малообдарованим митцям, переживала занепад. Звернення до неї митців нового покоління у Франції ( Едуар Мане,  Анрі де Тулуз-Лотрек, П'єр-Огюст Ренуар, Анрі Матісс, Альбер Марке ) та в Російській імперії надало літографії  молодих сил і нового розквіту.

## Опис твору
Точно в центрі аркуша розташована похилена голова Малявіна. Колишній іконописець завдяки зустрічі зі скульптором Володимиром Беклемішевим став світським художником. Колишній син селянина  ще не звик до нового мистецького оточення і вільного товариства, дивиться уважно, дещо недовірливо. Бакст майстерно використав можливості літографського олівця, зробивши як невеликі тіні на обличчі «павутинням», так і тіні широкими рисками в повну силу в зачісці та в відтворенні одягу. 
Найвдалішим у Бакста був портрет художника Левітана, теж створений у січні 1899 році. Він більш експериментальний і більш психологічно насичений - Левітан поданий з очима, повними безнадії і туги, з усвідомленням неподоланості, невиліковності  власної хвороби. Адже Леон малював тяжко хворого на той час художника-пейзажиста, що через рік помер. 
До того ж періоду належить і портрет-літографія майбутнього радянського письменника Толстого Олексія Миколайовича( 1883-1945 ), який починав як художник, автора «Аеліти» та роману-трилогії  «Ходіння по міках».

## Техніка виконання
Для створення літографій була використана така техніка. Художники створювали малюнок на особливому  матеріалі - корнпапері літографським олівцем. Вдалий і готовий малюнок переводили на вапняковий літографський камінь. Після обробки каменю малюнок на ньому вкривали фарбою і друкували зображення на папері у литографському верстаті. Техніка сприяла створенню великого накладу потрібних зображень.